# Carol Baiana
Ana Caroline Martins Rodrigues, mais conhecida como Carol Baiana (Petrolina, 28 de outubro de 1994), é uma futebolista brasileira que atua como atacante. Atualmente defende o Santos.

## Carreira
Carol é nascida em Petrolina, mas cresceu na cidade de Juazeiro. Iniciou sua trajetória no futebol profissional no Vitória das Tabocas, de Pernambuco em 2011, sendo campeã do Campeonato Pernambucano contra o Sport. Foi vice juntamente do Vitória das Tabocas da Copa do Brasil, perdendo a final para o Foz Cataratas.
Em 2012, a atacante foi novamente campeã do Campeonato Pernambucano, o seu segundo na carreira. Disputou a Copa do Brasil novamente e foi eliminada com o Vitória das Tabocas nas semifinais pelo Centro Olímpico. Após grande destaque na competição nacional, foi convocada para Mundial Feminino Sub-20 realizado no Japão, jogou três partidas e não marcou gols, e a seleção brasileira foi eliminada ainda na primeira fase.
Em 2013, Carol venceu mais uma vez o Campeonato Pernambucano, sendo esse o seu tricampeonato estadual pelo Vitória na competição. Ela ainda disputou sete jogos na Copa do Brasil e marcou dois gols, ajudando o Vitória a chegar até a final da competição, vencida pelo São José. No Brasileiro, o Vitória de Carol não conseguiu passar da segunda fase da competição. Após a eliminação com o Vitória, Carol uniu o útil ao agradável quando mesclou o estudo com o esporte ainda em 2013, ao viajar para os Estados Unidos.
Em 2014, foi convocada novamente para o Mundial Sub-20, desta vez realizado no Canadá, disputou três partidas e marcou um gol, sendo eliminada com a seleção brasileira novamente na primeira fase.
Em 2017 ganhou mais destaque atuando pelo Orlando Pride dos Estados Unidos, que até aquele momento tinha grandes nomes do futebol feminino como as brasileiras Marta, Mônica Alves, Camilinha e a norte-americana Alex Morgan. No mesmo ano, assinou contrato com a equipe feminina do Bordeaux da França, onde ficou até 2019, quando trocou a equipe pelo Dijon, outro clube francês. Sua passagem pela França não lhe rendeu títulos.
Em 2020, a atleta migrou do solo francês para a Suécia, mais especificamente para a equipe feminina do Hammarby, onde foi vice-campeã da Elitettan, segunda divisão do futebol feminino sueco, garantindo o acesso com a equipe para a Damallsvenskan, principal divisão de futebol feminino do país.
Em 2021, foi contratada pelo Palmeiras. No Campeonato Brasileiro, Carol foi vice juntamente do Palmeiras ao perder a final para o Corinthians. Na disputa do Campeonato Paulista, o Palmeiras de Carol não conseguiu avançar de fase e terminou o campeonato na 5ª colocação. Foi campeã da Copa Paulista de 2021 com o Palmeiras, ao vencer o São José na final.
Em 2022, Carol jogou o único jogo do Palmeiras na supercopa, partida na qual a equipe acabou sendo eliminada ainda na primeira fase pelo Corinthians. Foi titular em grande parte do Campeonato Brasileiro, marcou sete gols e ajudou o Palmeiras a chegar até às semifinais, sendo eliminado novamente pelo Corinthians. Após perder a chance de título no brasileiro, venceu com a equipe alviverde a Libertadores contra o Boca Juniors, conquistando a competição pela primeira vez na carreira. Após a Libertadores, venceu também o Campeonato Paulista com o Palmeiras, derrotando a equipe do Santos na final. Após dois anos de serviços pela equipe palmeirense, Carol deixou a equipe após a conquista de três títulos.
Em 2023, assinou contrato com o Cruzeiro, onde chegou até às quartas de finais do Campeonato Brasileiro com a equipe, que foi eliminada pelo Corinthians, que foi o campeão da competição. Carol disputou 16 jogos na competição e contribuiu com sete gols e uma assistência. No Campeonato Mineiro, disputou cinco jogos e marcou nove gols, em destaque para a goleada do Cruzeiro em cima do Araguari por 28x0, onde Carol marcou oito gols.
Em 2024, foi contratada para jogar no Santos Futebol Clube.
Vitória das Tabocas
- Campeonato Pernambucano: 2011, 2012 e 2013

Palmeiras
- Copa Paulista: 2021
- Campeonato Paulista: 2022
- Libertadores: 2022

Santos
- Copa Paulista: 2024